# ماه کامل

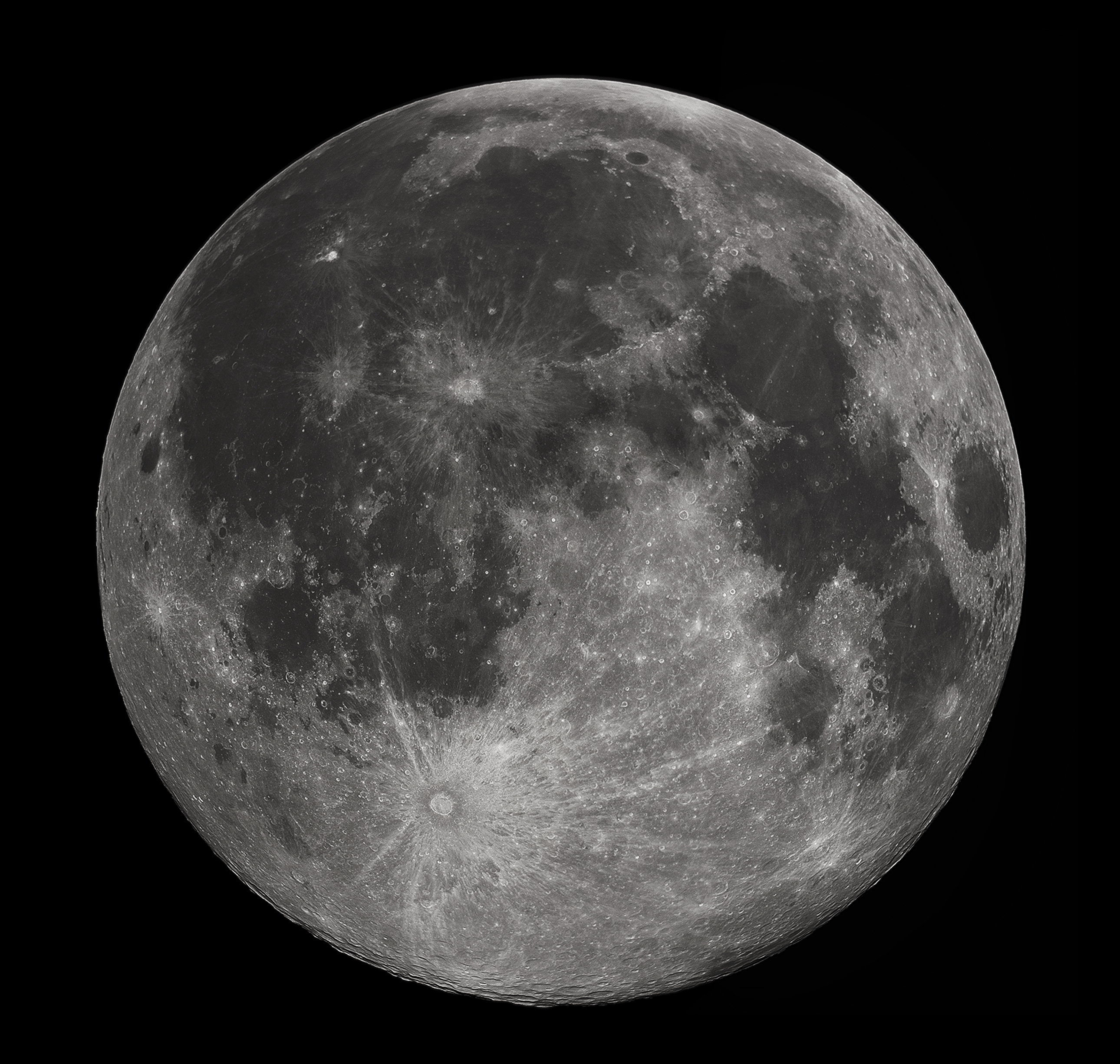

ماه کامل، که در زبان عربی و اصطلاح اسلامی به آن، بدر گفته می‌شود، حالتی از کره ماه است که زمین میان ماه و خورشید قرار می‌گیرد به طوری که تمام ماه در نظر ما روشن است.
هنگامی که ماه به نقطه مقابل زمین نسبت به خورشید می‌رسد یا به عبارت دیگر فاصله زاویه‌ای ماه و خورشید ۱۸۰ درجه می‌شود، تمام قرص ماه روشن به نظر می‌رسد که بدر نامیده می‌شود و ماه در این موقعیت در حالت مقابله است.
این مرحله ماه در حدود نیمه ماه بعد از مقارنه ماه با خورشید حاصل می‌شود، البته در این موقع، ماه که درست در مقابل خورشید نسبت به زمین قرار می‌گیرد، اگر بر روی دائرةالبروج هم قرار داشته باشد، ماه گرفتگی اتفاق می‌افتد.
بعد از این مرحله قسمت شرقی قرص ماه (بجای سمت غربی آن) توسط اشعه نور خورشید روشن می‌شود و فازهای ماه با ترتیب برعکس از تثلیث تا تربیع آخر و سپس تا هلال و بالاخره تا ماه نو تکرار می‌شود.
در شرایط مناسب اتمسفری، قسمت تاریک قرص ماه، به صورت خیلی ضعیف قابل رؤیت است. قابل رؤیت بودن قسمت تاریک ماه، به سبب بازتاب نور خورشید از سطح کره زمین به سطح ماه است. چرخه گام‌های ماه، هر ۲۹٫۵۳ روز کامل می‌شود

ماه در زوایای مختلف و میزان دید ما از ماه که بسته به زاویه‌ها تغییر می‌کند.

## در افسانه‌ها و سنت‌ها

#### ماه‌های برداشت و شکارچی
«فصل برداشت» یا «ماه برداشت» و «ماه شکارچی» نام‌های سنتی برای ماه‌های کامل در اواخر تابستان و پاییز در نیم‌کره شمالی هستند، که معمولاً به‌ترتیب در ماه‌های سپتامبر و اکتبر پدید می‌آیند. مردم ممکن است این رویدادها را در جشن‌هایی مانند جشن نیمه‌پاییزی چینی جشن بگیرند.

«ماه برداشت» ماه کامل نزدیک به اعتدال پاییزی (۲۲ یا ۲۳ سپتامبر) می‌باشد که در هر زمانی طی دو هفته قبل یا بعد از آن تاریخ اتفاق می‌افتد. «ماه شکارچی» ماه کامل بعد از آن است. این نام‌ها از اوایل قرن هجدهم میلادی به ثبت رسیده‌اند. 

بدر پاییزی.